# Karlsborg (commune)
La commune de Karlsborg est une commune suédoise du comté de Västra Götaland peuplée d'environ 7 000 habitants (2020). Son chef-lieu se situe à Karlsborg.

## Localités principales
- Forsvik
- Karlsborg
- Mölltorp
- Undenäs